# Щой
Щой (𐍦, коми що̂й) — дополнительная буква древнепермского алфавита, использовавшегося для записи языка коми и в качестве тайнописи старорусского языка.

## Использование
Использовалась исключительно в русских тайнописных текстах и имела значение ш, в собственно древнепермских текстах вместо неё применяется шой.

## Порядковый номер в алфавите
В списках древнепермского алфавита буква 𐍦 отсутствует. В. И. Лыткин относит 𐍦 к дополнительным буквам, использующимся преимущественно в русских заимствованиях, и условно помещает её на двадцать вторую позицию вместе с шой.

## Название
В. И. Лыткин не ставит букве в соответствие никакого названия, считая её вариантом шой. В Юникоде буква называется щой (англ. shchooi).

## Начертание
Буква происходит от кириллической ш.

## Кодировка
Буква была закодирована в блоке Юникода «Древнепермское письмо» (англ. Old Permic) в версии 7.0, вышедшей 16 июня 2014 года, под кодом U+10366.